# Peter Coffin
Peter Coffin est un artiste contemporain américain né en 1972 à Berkeley. Actuellement, il vit et travaille à New York et est représenté par la galerie Emmanuel Perrotin (Paris).
Il s'est fait remarquer par un travail assez minimal et empreint d'une grande poésie. Pour ce faire, il utilise divers supports et techniques : murs peints, assemblage de photographies, installations, sculptures, mises en espace, etc.

## Expositions personnelles
- 2010
  - Qualunque Light, Crédac, Ivry-sur-Seine
- 2009
  - Barbican, London
- 2008
  - Galerie Andrew Kreps, New-York
- 2007
  - "Model of the Universe (e.g. sweet harmonica solo, e.g. the idea of the sun, e.g. frisbee dog catch in mid air, e.g. brightly colored gem stones, e.g. the desirre for a tropical drink, e.g. dance sweat)", Galerie Emmanuel Perrotin, Miami
  - Galerie Emmanuel Perrotin, Paris
  - The Idea of the Sun, Confort Moderne, Poitiers
  - Tree Pants, The Horticultural Society of New York, New York
  - Around, About Expanded Field, Herald Street, Londres
  - Biennale de Moscou, Musée Lénine, Moscou
  - Music for Plants and États (faites-le vous-même), Palais de Tokyo, Paris
- 2005
  - Hello Headspace, Galleria Fonti, Naples
  - New Work, Living Room D Lyx Gallery, Malmö
  - Absinthe Drinker, The Wrong Gallery, New York
- 2004
  - It Chooses You, Galerie Andrew Kreps, New York
- 2002
  - Perfect If On, Galerie Andrew Kreps, New York

## Expositions collectives
- 2009
  - Altermodern: Tate Triennal, Tate Britain, London
- 2007
  - Learn 2 Read, Tate Modern, Londres
- 2006
  - When Interwoven Echoes Drip into a Hybrid Body - an Exhibition about Sound, Performance and Sculpture, Migros Museum, Zurich
- 2005
  - Greater New York, MoMA, New York
- 2004
  - Beating About The Bush, South London Gallery, Londres
  - Natural Habitat, The Paine Art Center, Oshkosh
  - Collection (or, How I Spent a Year) (commissaire : Bob Nickas), MoMA, New York
- 2001
  - B-Hotel, (commissaire : Klaus Biesenbach), MoMA, New York